# Dypsis heteromorpha
Dypsis heteromorpha là loài thực vật có hoa thuộc họ Arecaceae. Loài này được (Jum.) Beentje & J.Dransf. mô tả khoa học đầu tiên năm 1995.